# Teodomiro (rei suevo)
Teodomiro, Teodemiro ou Theodenar foi rei dos suevos de 559 a 570.
Teodomiro é tido como o primeiro monarca cristão católico dos Suevos, desde a morte de Requiário, e o responsável pela conversão de seu povo do arianismo ao catolicismo com a ajuda do missionário Martinho de Dume. Esta teoria é baseada em sua maior parte na Historia de regibus Gothorum, Vandalorum et Suevorum de Isidoro de Sevilha: regni potestatem Theodimirus suscepit: qui confestim Arrianae impietatis errore destructo Suevos catholicae fidei reddidit. Entretanto, outras fontes, como João de Biclaro e Gregório de Tours, ajudados pelos registros do Primeiro Concílio de Braga, dão ocorrências diferentes: João de Biclaro diz que Recaredo I dos visigodos, foi quem provocou a conversão de ambos os povos, e Gregório de Tours diz que foi graças à evangelização de São Martinho de Dume, legado do rei Carriarico, cuja intervenção milagrosa levou o rei a adotar (ele e seu povo) o catolicismo. As atas do Primeiro Concílio de Braga atestam que Ariamir foi o primeiro a proibir a terra arrendada de sínodos ortodoxos.
A maioria de eruditos questionaram estas histórias. Alegou-se que Teodomiro deveria ter sido um sucessor de Ariamiro, e que Ariamiro foi o primeiro monarca Suevo a levantar a proibição em sínodos católicos; Isidoro de Sevilha começa consequentemente com o erro da cronologia. Reinhart sugeriu que Carriarico foi o primeiro a converter-se através das relíquias de São Martinho de Tours e que Teodomiro converteu-me mais tarde ainda graças a São Martinho de Dume. Dahn igualou Carriarico com Teodomiro, afirmando que o último era o nome adotado após o batismo. Igualmente sugeriu-se que Teodomiro e Ariamiro fossem a mesma pessoa e filho de Carriarico. Ferreiro acredita que a conversão dos Suevos foi progressiva e por etapas e Teodomiro fora o responsável por dar início a uma perseguição contra os Arianos em seu reino e a debelar com aquela heresia.
Em 561 o monarca convocou o Primeiro Concílio de Braga e em 569, o Concílio de Lugo, este de caráter provincial (sínodo) teve como intenção reestruturar a divisão de dioceses dentro da sua monarquia. Estes registros constam do Parochiale suevorum, importante manuscrito da época. No último ano do seu reinado o reino suevo foi invadido pelo rei visigodo Leovigildo. Foi um dos últimos reis Suevos da Galiza e um dos primeiros católicos. Sucedeu-o Ariamiro em algum dia entre o fim de maio de 561 e o ano de 566.